# Battaglia di Tinchebray
La battaglia di Tinchebray (a volte scritto Tinchebrai o Tenchebrai) venne combattuta il 28 settembre 1106, a Tinchebray (oggi nel dipartimento francese dell'Orne), in Normandia, tra una forza d'invasione guidata dal re Enrico I d'Inghilterra contro il suo fratello maggiore Roberto II di Normandia.
I cavalieri di Enrico riportarono una decisiva vittoria, catturando Roberto ed imprigionandolo nel castello di Devizes, in Inghilterra, e successivamente in Galles (nel castello di Cardiff) dove Roberto morì nel 1134.

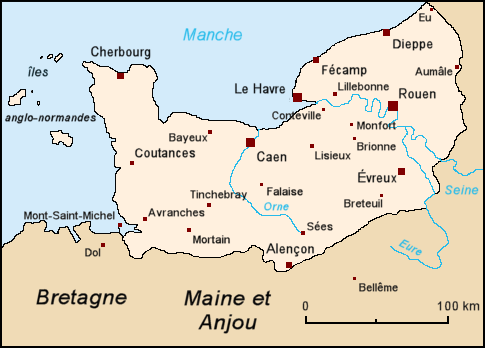
Tinchebray su una carta della Normandia del XII° secolo

## Antefatti
Enrico invase la Normandia nel 1105, occupando Bayeux e Caen. Dovette però interrompere la campagna, e tornare in Inghilterra, per problemi politici sorti in seguito alla lotta per le investiture. Quando questi vennero risolti, egli tornò in Normandia nella primavera del 1106. Dopo aver conquistato rapidamente l'abbazia fortificata di Saint-Pierre-sur-Dives (nei pressi di Falaise (Calvados)), Enrico mosse verso sud assediando il castello di Tinchebray, che sorgeva su di una collina vicino alla città di Tinchebray, nel sudovest della Normandia, tenuta dal conte Guglielmo di Mortain, uno dei pochi importanti baroni rimasti fedele a Roberto. Roberto si diresse allora verso il castello per rompere l'assedio. Dopo alcuni negoziati infruttuosi, si decise che una battaglia in campo aperto fosse la migliore opzione.

## La battaglia
L'esercito di Enrico era organizzato in tre gruppi. Ranulfo di Bayeux, Roberto di Beaumont, II conte di Leicester e Guglielmo di Warenne, II conte di Surrey comandavano le due forze primarie. Una riserva, comandata da Elia I del Maine, venne collocata, fuori dalla vista, su un fianco dello schieramento. Alano IV di Bretagna, Guglielmo d'Évreux, Ralph di Tosny, Roberto di Montfort e Roberto di Grandmesnil erano schierati tra le file di Enrico. Guglielmo di Mortain e Roberto II di Bellême combattevano invece insieme a Roberto.
La battaglia durò soltanto un'ora circa. Enrico scese da cavallo ed ordinò alla maggior parte dei suoi cavalieri di fare altrettanto. Questo era insolito per la tattica di battaglia dei Normanni, e significava che la fanteria avrebbe giocato un ruolo decisivo nello scontro. La forza di riserva di Enrico risultò decisiva per le sorti dello scontro. La maggior parte dell'esercito di Roberto venne catturata od uccisa. Tra i prigionieri figuravano: Roberto stesso, Edgardo Atheling (zio della moglie di Enrico) e Guglielmo di Mortain. Roberto di Bellême, comandante della retroguardia del duca, guidò la ritirata, salvandosi dalla morte o dalla cattura. La maggior parte dei prigionieri venne rapidamente liberata, ma Roberto e Guglielmo di Mortain trascorsero il resto della loro vita in carcere.

## Conseguenze
Roberto aveva un figlio legittimo, Guglielmo Cliton, le cui rivendicazioni del ducato di Normandia portarono a diverse ribellioni durante tutto il regno di Enrico.

## Nella letteratura
La battaglia è descritta nel romanzo storico Knight's Fee, del 1960, di Rosemary Sutcliff.